# ザ・ダーク・シークレット
『ザ・ダーク・シークレット』(The Dark Secret)は2004年に発売されたイタリアのパワーメタルバンド、ラプソディーのミニ・アルバム。

## 解説
- 5thアルバム『シンフォニー・オブ・エンチャンテッド・ランズ II』からの先行ミニアルバム。

## 収録曲
1. アンホーリー・ウォークライ （エディット・ヴァージョン） - Unholy Warcry (Edit Version)
2. サンダーズ・マイティ・ロアー - Thunder's Mighty Roar
3. ガーディアンズ・オブ・デスティニー （イングリッシュ・ヴァージョン） - Guardians of Destiny (English Version)
4. セイクリッド・パワー・オブ・レイジング・ウインズ - Sacred Power of Raging Winds
5. ノノソンノ - Non Ho Sonno

## メンバー
- Fabio Lione - vocals
- Luca Turilli - guitars
- Alex Staropoli - keyboards
- Patrice Guers - bass
- Alex Holzwarth - drums